# Zuhatzola
Zuhatzola en basque ou Zuazola en espagnol, est un hameau de la municipalité de Barrundia dans la province d'Alava dans la Communauté autonome basque (Espagne).